# Dům Madrid
Dům Madrid se nachází Městské památkové zóně lázeňské části Karlových Varů na Staré louce 341/34. Byl postaven současně se sousedním domem Dobrý pastýř v letech 1870–1871.

## Historie

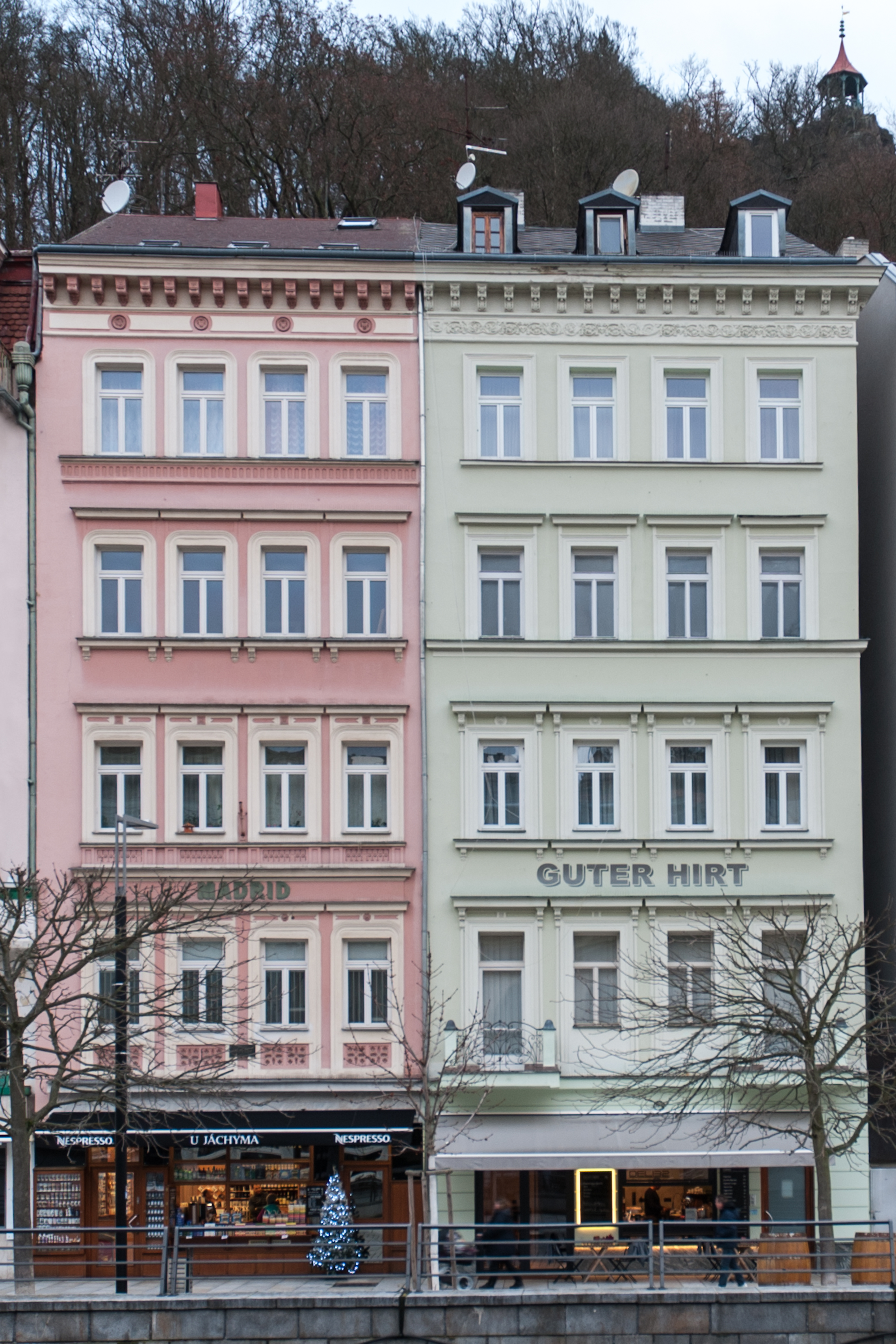
Domy Madrid a Dobrý pastýř (zleva)

Dům Madrid se v roce 1756 nazýval Grünes Kreuz, česky Zelený kříž. Roku 1795 zde pobýval Wolfgang Amadeus Mozart.
V letech 1870–1871 došlo k přestavbě domu Madrid a současně i sousedního domu Dobrý pastýř. Oba objekty získaly vzhled v duchu raného historismu. Vlastníkem domu Madrid byl tehdy krejčí Richard Pöhl.
V domě Madrid míval svoji banku známý karlovarský bankéř a podnikatel Alfred Schwalbe. Tento významný muž stál v době Zlatého věku Karlových Varů za výstavbou Sadové ulice a též karlovarského hotelu Imperial.

## Ze současnosti
V roce 2014 byl dům Madrid uveden v Programu regenerace Městské památkové zóny Karlovy Vary 2014–2024 v části II. (tabulková část 1–5 Přehledy) v Seznamu památkově hodnotných objektů na území MPZ Karlovy Vary a jejich aktuální stav s vyjádřením vyhovující.
V současnosti (červen 2023) je budova evidována jako objekt k bydlení v soukromém vlastnictví.

## Popis
Dům se nachází v prestižní části lázeňského území Karlových Varů na Staré louce 341/34. Jedná se o pětipodlažní objekt se čtyřosým uličním průčelím. Přízemí je využito ke komerčním účelům.
Fasáda domu je příkladem doplňování dekorativních prvků na dříve strohé průčelí. Zaoblené šambrány oken ukazují na oblíbený motiv druhého rokoka, které bylo v Karlových Varech silné až do sedmdesátých let 19. století.